# Nesiostrymon celona
Nesiostrymon celona är en fjärilsart som beskrevs av William Chapman Hewitson 1874. Nesiostrymon celona ingår i släktet Nesiostrymon och familjen juvelvingar. Inga underarter finns listade i Catalogue of Life.

## Bildgalleri

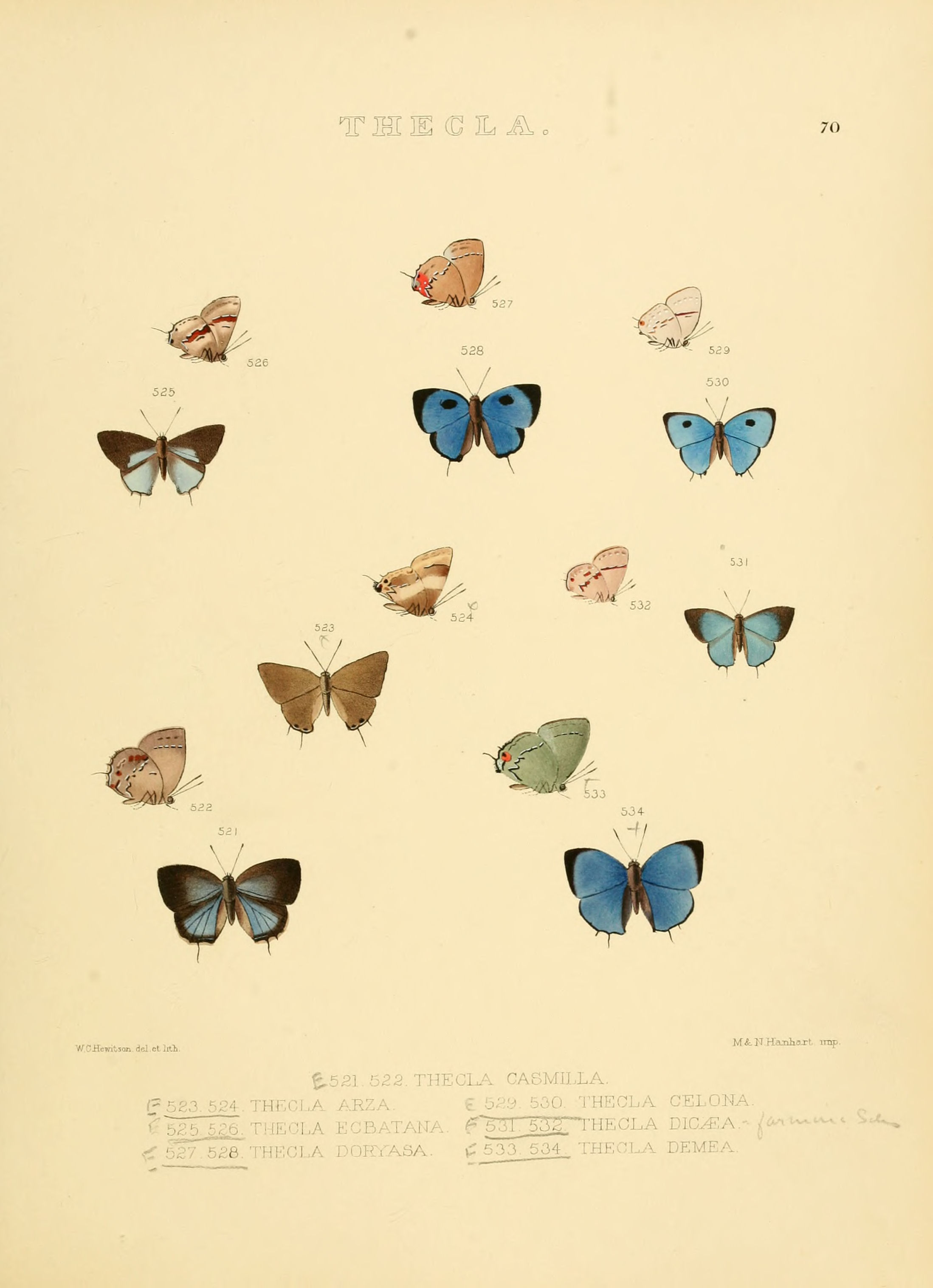